# Rivière Gouault
Pour les articles homonymes, voir Famille Gouault.
La rivière Gouault est un affluent de la rive ouest du lac Matagami lequel se déverse dans la rivière Nottaway via le lac Soscumica. La rivière Gouault coule dans la municipalité de Eeyou Istchee Baie-James, dans la région administrative du Nord-du-Québec, au Québec, au Canada.
Le pont de la route R1027 enjambe la rivière Gouault à environ 11 km au Sud de sa confluence avec le lac Matagami. À partir du pont, cette route longe la rive Ouest de la rivière Gouault et du lac Matagami ; puis elle remonte plus vers le Nord jusqu’à rejoindre les territoires à l’Est de la Baie James.
La rivière Gouault coule entièrement en zone forestière et de marais, au Sud-Ouest du lac Matagami. La surface de la rivière est habituellement gelée du début de décembre à la fin avril.

## Géographie
Les bassins versants voisins de la rivière Gouault sont :
- côté nord : lac Bouchier, lac Soscumica, rivière des Deux Lacs, rivière Natchiowatchouan, rivière Nottaway ;
- côté est : lac Matagami, rivière Allard, rivière Bell ;
- côté sud : rivière Allard, rivière de l'Ourse (rivière Allard), rivière Adam (rivière Harricana), rivière Harricana ;
- côté ouest : lac Grasset, rivière Samson (baie James), rivière Adam (rivière Harricana), rivière Harricana, rivière Kitchigama.

La partie supérieure de la rivière (en amont du lac MacIvor) draine une grande zone de marais laquelle s’étend entre le lac Grasset et le lac Matagami.
À partir de sa source (croisement de deux ruisseaux de marais), la rivière Gouault coule sur 40 km selon les segments suivants :
- 8,1 km vers le Nord-Est en recueillant les eaux de deux ruisseaux du côté droit et deux autres ruisseaux du côté gauche, jusqu’à la rive Ouest du lac MacIvor ;
- 1,7 km vers l’Est en traversant le lac MacIvor (longueur : 2,4 km ; altitude : 257 m) ;
- 1,8 km vers le Nord-Est, jusqu’à la décharge du lac Wabassi (venant du Sud) ;
- 6,9 km vers le Nord-Est jusqu’à la rive Ouest du lac Matagami[2].

L’embouchure de la rivière Gouault est située à :
- 18,0 km au Nord-Ouest du centre-ville de Matagami ;
- 161 km au Sud-Est de la confluence de la rivière Nottaway avec la Baie de Rupert (reliée à la Baie James) ;
- 108 km au Nord-Ouest de Lebel-sur-Quévillon ;
- 126,6 km à l’Est de la frontière ontarienne.

## Toponymie
En 1936, la carte topographique fédérale intitulée Waswanipi indique l’hydronyme « rivière MacIvor » pour désigner cette rivière. L'année suivante, la Commission de géographie du Québec officialise cet hydronyme sous « MacIvor River ». La désignation MacIvor, fourni par le géologue Jérôme H. Rémick, évoque la vie d'un trappeur qui fréquentant cette région. La dénomination « MacIvor River » serait associé à la dénomination du mont MacIvor situé à 3 km au Sud-Ouest du lac du même nom. Les Algonquins, pour leur part, appellent la rivière Nedawaka, signifiant la rivière pour aller chercher de quoi vivre.
Finalement, en 1965, la Commission de géographie du Québec adopte officiellement le toponyme Rivière Gouault. Le terme Gouault constitue un patronyme de famille d’origine française. À cette époque, il était courant de dénommer ou de renommer des lieux du Nord québécois d'après des personnages de la Nouvelle-France. Il n’est pas déraisonnable de croire que cet hydronyme évoque le frère jésuite et apothicaire Gaspard Gouault, qui a exercé sa profession en Nouvelle-France au XVIIe siècle.
Le toponyme rivière Gouault a été officialisé le 5 décembre 1968 à la Commission de toponymie du Québec.